# Maladera consularis
Maladera consularis är en skalbaggsart som beskrevs av Ahrens och Fabrizi 2009. Maladera consularis ingår i släktet Maladera och familjen Melolonthidae. Inga underarter finns listade i Catalogue of Life.